# Nara Sikamaru
Nara Sikamaru (奈良 シカマル; Hepburn: Shikamaru Nara) egy kitalált szereplő Kisimoto Maszasi Naruto című manga- és animesorozatában. Sikamaru Avarrejtek falujának egyik nindzsája, a 10-es Csapat tagja Akimicsi Csódzsi, Jamanaka Ino és a csapat vezetője, Szarutobi Aszuma mellett. Kisimoto egy meglehetősen lusta szereplőnek alkotta meg az egyébként zseni-szintű intelligenciájú Sikamarut. Nemtörődöm természete ellenére Kisimoto úgy nyilatkozott, hogy kedveli a szereplőt. Sikamaru a Naruto-sorozathoz kapcsolódó és annak részét képező négy animációs filmből kettőben is szerepelt, valamint feltűnt OVA-epizódokban és videójátékokban is.
Sikamarut számos dicsérő és negatív kritika is érte a mangákkal és animékkel foglalkozó média részéről. Több ismertetőben megemlítették lustaságát és intelligenciáját, valamint igazi vezetővé való átalakulását. Az Anime News Network dicsérően írt „a szokatlan hős” szerepléseiről a Naruto cselekményében. Sikamaru az olvasók között is nagy népszerűségre tett szert, mely a hivatalos szavazások alkalmával is megmutatkozott. Népszerűségének köszönhetően számos őt mintázó reklámtermék, köztük akciófigurák, kulcstartók és ruhadarabok is készültek.

## A szereplő megalkotása és az alapelgondolás
Az „Ino-Sika-Cso” név, mellyel Jamanaka Ino, Sikamaru és Akimicsi Csódzsi saját csapatukra szoktak utalni, a hanafuda kártyajáték egyik leosztásából ered, melyben az „ino” vadkant, a „sika” szarvast, a „cso” pedig pillangót jelent. A sorozatban Sikamaru családja szarvasokat tenyészt, a „Nara” pedig egy Japán város neve is, mely többek között a templomai között szabadon élő szikaszarvasairól is ismert. Kisimoto Maszasi kedveli Sikamarut, annak nemtörődöm természete ellenére. Eltérő személyiségük ellenére Sikamaru az ugyancsak kimagaslóan intelligens Ucsiha Szaszuke kontrasztja. Kisimoto viccesen meg is jegyezte, hogy akár feleségül is venné Sikamarut ha lány lenne. A Második részben való megjelenése megtervezésekor Kisimoto egyedi külsőt akart adni Sikamarunak, ami megkülönbözteti a sorozat többi nindzsájától. Ennek eredményeként a szereplők által viselt fejvédőt a szereplő karjára helyezte át, hogy megőrizze annak hajviseletét.

## A szereplő ismertetése

### Kapcsolatai és személyisége
Sikamaru igen közönyös személy, aki nem szeret semmibe túl sok energiát fektetni. Szabadidejében alszik, a felhőket nézi vagy stratégiai társasjátékokat játszik, mint például sógit és gót. Olyan alkalmakkor, mikor kénytelen lenne erőt venni magán, megpróbál kitérni előle és más elfoglaltságaira hivatkozik. Ha a dolog mégis elkerülhetetlen, nem állja meg megjegyzés nélkül, hogy kifejezze nemtetszését. Ekkor rendszerint a „bosszantó” (面倒くせい; mendókuszei) kifejezést használja. Sikamaru emellett nem állhatja ha parancsolgatnak neki, legfőképpen ha az a valaki egy nő. A hatalmaskodó nőket csak nyűgnek tekinti. Mindemellett azonban szándékot mutat a házasságra és családalapításra.
Lustaságával szemben Sikamaru kimagaslóan magas intelligenciával rendelkezik; tanára, Szarutobi Aszuma megállapítása szerint Sikamaru intelligenciahányadosa 200 felett van. Sikamaru remekül képes együttműködni csapattársaival, Akimicsi Csódzsival és Jamanaka Inoval, ami szinte a vérükben van, mivel egykor mindhármójuk apái is egy csapat tagjai voltak. Csapattársai közül mégis Csódzsi áll hozzá a legközelebb, aki Sikamaru bizalmát feltétlen hűséggel viszonozza. Sikamaru szintén igen közel állt Aszumához, akivel gyakran játszott stratégiai társasjátékokat. Tanára halála után megesküszik, hogy védelmezni fogja Júhi Kurenait, aki Aszuma gyermekével volt várandós annak halálakor.

### A sorozatban való szereplésének áttekintése
Sikamaru első alkalommal a nindzsák éves nagy csúnin-választó vizsgájának egyik résztvevőjeként tűnik fel, amit azonban igen közönyösen kezel. Mikor a Homokrejtekből származó Temarival kerül szembe, könnyen legyőzi ellenfelét, de győzelmét átengedi Temarinak azzal, hogy nem hajlandó befejezni a harcot. Veresége ellenére társai közül ő az egyetlen nindzsa aki végül megkapja a csúnin rangot, mivel a vizsga felügyelőit lenyűgözte tisztánlátása és intelligenciája amit a Temari elleni küzdelemben tanúsított. Mint csúnin, Sikamarut jelölik ki annak a csapatnak a vezetésére, ami megpróbálta megakadályozni Ucsiha Szaszukét abban, hogy átpártoljon Hangrejtek falujához. Bár Sikamaru csapatának sikerül legyőznie Hangrejtek ellenséges nindzsáit, Szaszuke mégis elszökik előlük.
A sorozat Második részében Sikamaru azt a feladatot kapja, hogy kutassa fel az Akacuki bűnszervezet két tagját. Csapatának sikerül célpontjaik nyomra bukkanni, de a harcok során Sikamaru minden erőfeszítése ellenére az Akacuki egyik tagja, Hidan megöli Szarutobi Aszumát. Aszuma temetése után, Sikamaru és a 10-es Csapat megmaradt tagjai Hatake Kakasival elindulnak, hogy megbosszulják a férfi halálát. Amíg csapata Hidan társával, Kakuzuval veszi fel a harcot, addig Sikamaru legyőzi Hidant és megbosszulja tanárát.

### Képességei és készségei
Sikamaru különleges technikái az Árnyékutánzás (影真似の術; Kagemane no dzsucu) technikára épülnek, mely egyben klánjának védjegye is. Ezzel a technikával képes irányítani saját árnyékát, megnyújtani vagy lekicsinyíteni azt. Azzal, hogy összeolvasztja saját és ellenfele árnyékát, képes megbénítani és arra kényszeríteni ellenfelét, hogy utánozza az ő mozdulatait. A történet előrehaladtával, Sikamaru más technikákat is elsajátít árnyéka felhasználására. Az Első rész vége felé, Sikamaru édesapja megtanítja fiának, hogy hogyan tudja árnyékával fojtogatni ellenfelét. A sorozat Második részében Sikamaru már több árnyék-technikát is képes egyszerre bevetni. Emellett képes árnyékát felemelni a talajról mely így fizikai testet ölt és akár fegyvereket is képes használni vagy egyszerűen saját anyagával felnyársalni Sikamaru ellenfelét. Árnyék-technikája mellett Sikamaru magas intelligenciáját is beveti a harcok során, annak minden elemét figyelembe véve elemzi a helyzetet és a lehetőségeket. Így akár tíz lépéssel előre is képes gondolkodni és ellenstratégiákat kidolgozni.

## Megjelenése a manga- és animesorozaton kívül
Sikamaru számos helyen feltűnt a manga- és animesorozaton kívül is. A sorozathoz kapcsolódó második, Daigekitocu! Maborosi no Csiteiiszeki Dattebajo című animációs filmben Sikamaru Uzumaki Naruto és Haruno Szakura oldalán harcol Haido ellen, aki egy saját maga által uralt utópisztikus világot akar megteremteni a Gelel erő segítségével. A negyedik Naruto-filmben Sikamaru csak egy rövid jelenetben tűnik fel, melyben egy sereg kőkatona ellen harcol. Sikamaru szereplője a harmadik OVA epizódnak is, melyben egy bajnokságon vesz részt. Sikamaru szinte mindegyik Naruto-videójátéknak választható karaktere, így a Clash of Ninja-sorozatnak és a Ultimate Ninja-sorozatnak is. Néhány játékban olyan támadásokat és árnyék-technikákat is képes bevetni, melyek a mangában és az animében nem voltak láthatóak. A Naruto Shippūden: Gekitou Ninja Taisen EX az első olyan, a sorozat Második része alatt játszódó videójáték, melyben Sikamaru is megjelenik, melyet a Naruto Shippūden: Narutimate Accel követett.

## Kritikák és a szereplő megítélése
Sikamaru a Sónen Jump hivatalos népszerűségi szavazásán mindig bekerült az első tíz szereplő közé és egyszer még a negyedik helyet is sikerült elérnie. A legutóbbi, 2006-os szavazás alkalmával Sikamaru a tizedik helyen végzett. Népszerűsége miatt számos őt mintázó reklámtermék készült, köztük akciófigurák, kulcstartók és ruhafoltok.
Számos, a mangákkal, animékkel, videójátékokkal és egyéb kapcsolódó ágazatokkal foglalkozó média illette pozitív, illetve negatív kritikával a szereplőt. Az IGN ismertetőjében megjegyezte, hogy Sikamaru volt a szerkesztőség egyik kedvenc szereplője a sorozatban, és mint „az X generáció mintagyermekeként” utalt rá közönyössége és képességeinek kihasználatlansága miatt. Az anime 110. részének ismertetőjében az IGN dicsérően írt arról ahogy Sikamaru képes volt túllépni önmagán és képes volt felvenni a csapat vezetőjének a szerepét mikor Ucsiha Szaszuke megfékezésével bízták meg, és elismerte, hogy csúninná való kinevezése valóban helyes döntés volt. Az Anime News Network szintén elismerően írt a szereplőn végbement változásokról és „a szokatlan hős” felemelkedését a történet egyik fénypontjának nevezte. Az IGN a 135. epizód ismertetőjében, melyben Sikamaru csapatának Szaszukét célzó küldetése kudarcba fullad és a csapat tagjai súlyosan megsebesülnek, kiemelte azt a „felemelő pillanatot” mikor Sikamaru zokogni kezdett miután megtudta, hogy barátai fel fognak épülni és megesküdött rá, hogy barátai érdekében jobb vezetővé fog válni. A Mania.com dicsérettel adózott a szereplő „valódi intelligenciájának” és „a sorozat egyik legérdekesebb szereplőjének”, valamint „a sónen-animék egyik valóban briliáns harcosának” nevezte Sikamarut. A Mania.com egy másik ismertetője kiemelte, hogy Temarival való harca a Nagy Csúnin-választó Vizsgán „a legjobb harcok egyike volt melyben mellékszereplők vettek részt”.